# 黎光宛
黎光宛（1937年8月21日—2018年1月26日），為最後一任越南共和國國家銀行行長。

## 簡歷
黎光宛1937年8月21日出生於法屬印度支那西貢，1960年畢業於巴黎高等商業研究學院，回國後曾於法國亞洲銀行（Banque française de l'Asie）任職，後被徵召入伍並官拜上尉，1966-71年任總統府專家，1971-75年任越南國家銀行行長（也是最後一任）。
1975年4月30日西貢淪陷後，黎光宛被越共當局送往再教育營接受政治改造3年，獲釋後移居法國，其後於1981年加入印度蘇伊士銀行任職，1990年之前一直擔任印度蘇伊士銀行沙地阿拉伯分行經理，隨後領導沙地法蘭西銀行，也被派往印度蘇伊士銀行在不同國家的分行工作。
黎光宛退休後在泰國定居，直到2018年1月26日在清邁逝世。

## 個人生活
黎光宛已婚。